# Hjorthornssalt

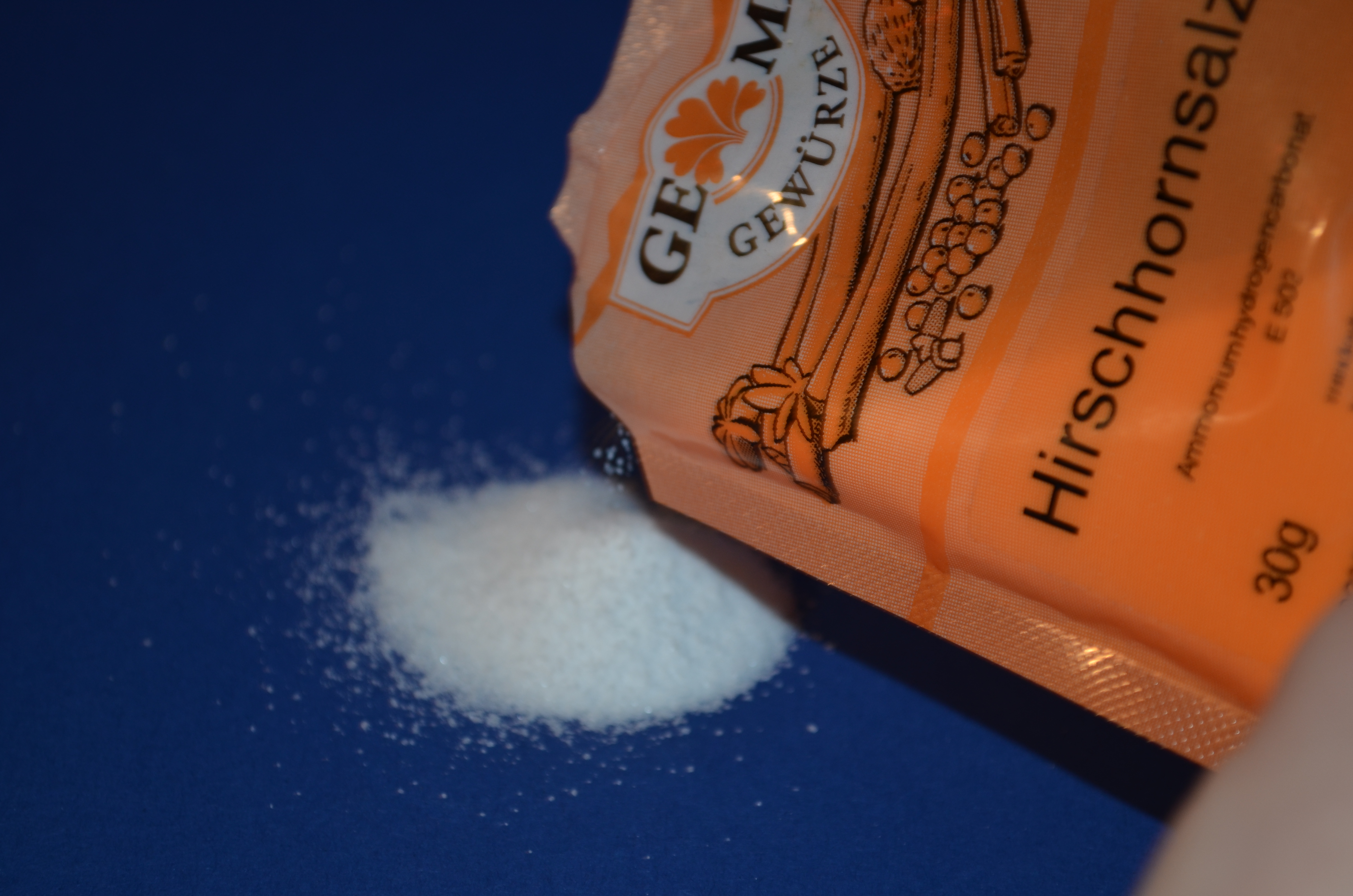
Hjorthornssalt

Hjorthornssalt är ett handelsnamn på en blandning av främst ammoniumvätekarbonat (surt ammoniumkarbonat), (NH4)4H2(CO3)2, och ammoniumkarbamat, (NH2)CO·ONH4, men kan även innehålla en mindre mängd ammoniumkarbonat. Hjorthornssalt är numera i praktiken synonymt med ammoniumvätekarbonat.

## Karaktär
Hjorthornssalt är ett kemiskt jäsmedel, liksom bikarbonat och bakpulver, till skillnad från vanlig jäst som är ett biologiskt jäsmedel. Hjorthornssalt används mest som jäsmedel vid bakning av tunna och torra bakverk. Om hjorthornssalt används som jäsmedel i exempelvis sockerkaka, kan det hända att den ammoniak som bildas inte hinner drivas ut ur kakan under gräddning, och en ammoniaksmak uppstår och förstör bakverket. 

## Användning
Drömmar, vetekex och mandelkubb är exempel på bakverk som kan bakas med hjorthornssalt. Vid bakning kan ibland hjorthornssalt ersättas med bakpulver. Då ska det dubbla av den angivna mängden användas.
Hjorthornssalt har en stark lukt, och det lär ha förekommit i det luktsalt som man förr i tiden satte under näsan på personer som svimmat.

## Historik
Hjorthornssalt framställdes förr genom upphettning av horn och klövar från bland annat hjortar, därav namnet. Mer specifikt framställdes det genom rivning av hjorthornsolja, Pyroleum animale rectificatum, med pulveriserad "sur kolsyrad ammoniumoxid", vilket gav ett vitt pulver, som med tiden gulnade.
Hjorthornssalt nyttjades som ett stimulerande, nervretande medel. Av hjorthornssalt bereddes de äldre läkemedlen Liquor acetatis ammonici pyroleosi, Liquor succinatis ammonici pyroleosi ("Prinsens gula droppar") och Liquor super carbonatis ammonici pyroleosi (hjorthornsspiritus). I farmakopéerna kallades själva hjorthornssaltet Sal cornus cervi och senare Supercarbonas ammonicus pyroleosus. Det ersattes senare av det renare handelspreparatet Supercarbonas ammonicus, ammoniumkarbonat.